# Easy (canção de Camila Cabello)
"Easy" é uma canção da cantora cubana-mexicana Camila Cabello, foi lançada em 11 de outubro de 2019 como quarto single de seu segundo álbum de estúdio, Romance (2019).

## Antecedentes
Cabello anunciou o lançamento da faixa nas redes sociais em 9 de outubro.

## Créditos
Créditos adaptados do Tidal. 
- Camila Cabello - vocal, compositora
- Louis Bell - produtor, compositor
- Frank Dukes - produtor, compositor
- Carter Kang - produtor, compositor
- Westen Welss - produtor, compositor
- John Hill - compositor
- Justin Tranter - compositor
- Mike Bozzi - engenheiro de masterização
- Manny Marroquin - engenheiro de mixagem

## Apresentações ao vivo
Cabello apresentou a música ao vivo pela primeira vez no Saturday Night Live em 12 de outubro de 2019. 

## Desempenho nas tabelas musicais
| Tabela musical (2019)                           | Melhor posição |
| ----------------------------------------------- | -------------- |
| Austrália (ARIA)                                | 76             |
| Canadá (Canadian Hot 100)                       | 82             |
| Escócia (Official Charts Company)               | 58             |
| Eslováquia (Singles Digitál Top 100)            | 93             |
| Estados Unidos (Bubbling Under Hot 100 Singles) | 10             |
| Estados Unidos (Digital Song Sales)             | 10             |
| Irlanda (IRMA)                                  | 67             |
| Lituânia (AGATA)                                | 46             |
| Nova Zelândia (RMNZ)                            | 8              |
| Suécia (Sverigetopplistan)                      | 11             |
| Reino Unido (UK Singles Chart)                  | 86             |

## Histórico de lançamento
| Região | Data                  | Formato                    | Gravadora               | Ref.   |
| ------ | --------------------- | -------------------------- | ----------------------- | ------ |
| Mundo  | 11 de outubro de 2019 | Download digital streaming | Epic Records Syco Music | [ 27 ] |